# Franciszek Lilius
Franciszek (Franciscus) Lilius (Gromnik, 1600 – 1657) è stato un compositore polacco (probabilmente nato in Polonia) di origini italiane.
Prestò servizio presso la cappella reale. Nel 1630 si trasferì da Varsavia a Cracovia, dove lavorò come direttore d'orchestra per il resto della sua vita. La maggior parte delle sue opere è scritta nel vecchio stile (prima prattica).

## Opere
- Missa Brevissima
- Missa tempore Paschali
- Surrexit Christus Hodie
- Iubilate Deo